# Nicolas de Jong
Pour les articles homonymes, voir de Jong.
Nicolas de Jong, né le 15 avril 1988 à Chambray-lès-Tours, est un joueur de basket-ball professionnel franco-néerlandais. Il mesure 2,10 m.

## Biographie
Le 29 mai 2014, il signe au Cholet Basket. Au terme de la saison 2014-2015, il n'active pas sa clause libératoire et reste une deuxième saison à Cholet.
Durant l'été 2015, il participe à l'EuroBasket 2015 avec la sélection néerlandaise.
Le 25 juin 2016, il rejoint le Champagne Châlons Reims Basket. Au terme de la saison, il active sa clause de départ dans l'espoir de rejoindre un club qui dispute une coupe d'Europe.
En août 2017, il commence sa préparation en Espagne avec le club du Saski Baskonia. Le 28 août 2017, il signe avec Saragosse pour sa première expérience en dehors du championnat français.
En août 2018, il participe à la préparation avec le Bàsquet Club Andorra en Espagne. Le 27 août 2018, il revient en France et signe au Boulazac Basket Dordogne.
Le 20 juin 2019, de Jong signe avec l'Élan béarnais Pau-Lacq-Orthez pour la saison 2019-2020.
En août 2021, de Jong et l'Élan béarnais trouvent un accord pour une rupture anticipée du contrat.

## Clubs
- 2006-2008 :  Tours Joué Basket (Nationale 2)
- 2008-2011 :  JA Vichy (Espoirs, Pro A)
- 2011-2013 :  Strasbourg Illkirch-Graffenstaden Basket (Pro A)
- 2013-2014 :  Antibes (Pro A)
- 2014-2016 :  Cholet Basket (Pro A)
- 2016-2017 :  Champagne Châlons Reims Basket (Pro A)
- 2017-2018 :  Tecnyconta Zaragoza (Liga ACB)
- 2018-2019 :  Boulazac Basket Dordogne (Jeep Élite)
- 2019-2021 :  Élan béarnais Pau-Lacq-Orthez (Jeep Élite)
- 2021-2023 :  Boulazac Basket Dordogne (Pro B)

## Palmarès

### En club
- EuroCup Challenge :  2008-2009 1er tour préliminaire en battant l’APOEL Nicosie avec JA Vichy (Pro A)
- Semaine des As : 2010 avec JA Vichy (Pro A)
- Play-offs : Finaliste du Championnat de France de Pro A 2013 avec Strasbourg

### Distinctions individuelles
- Meilleur marqueur français de Pro A en 2016-2017